# Містер Саншайн
«Містер Саншайн» (англ. Mr. Sunshine) — американський телесеріал виробництва ABC у жанрі Комедія ситуацій, що вийшов на екрани у 2011 році. Шоу було закрите після дев'яти епізодов через низькі рейтинги.

## У ролях
- Меттью Перрі — Бен Донован, менеджер
- Еллісон Дженні — Крістал Коен, директор центру
- Порша Даблдей — Гізер, асистент Бена
- Андреа Андерс — Еліс, директор по маркетингу; колишня дівчина Бена, яка трапляється з Алонсо
- Джеймс Лежер — Алонсо Поуп, колишній баскетболіст, працівник центру
- Нейт Торренс[en] — Роман Коен, син Кристал, працівник центру

| телесеріали США | Це незавершена стаття про американський телесеріал. Ви можете допомогти проєкту, виправивши або дописавши її. |